# Veraval
Veraval (en guyaratí: વેરાવળ ) es una ciudad de la India en el distrito de Gir Somnath, estado de Guyarat.

## Geografía
Se encuentra a una altitud de 9 m s. n. m. a 447 km de la capital estatal, Gandhinagar, en la zona horaria UTC +5:30.

## Demografía
Según estimación 2011 contaba con una población de 195 600 habitantes.